# Grigori Iwanowitsch Kulik

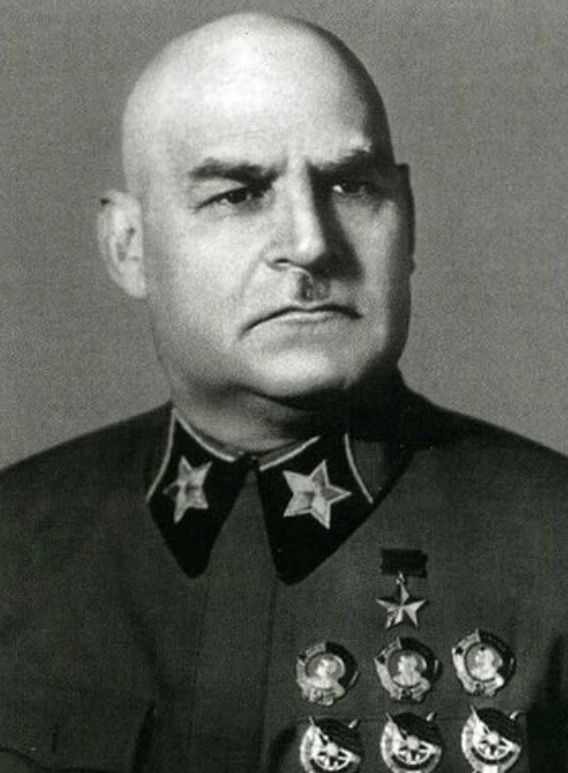
Grigori Iwanowitsch Kulik

Grigori Iwanowitsch Kulik (russisch Григорий Иванович Кулик; * 28. Oktoberjul. / 9. November 1890greg. im Dorf Dudnikowo im Gouvernement Poltawa; † 24. August 1950, hingerichtet) war ein Marschall der Sowjetunion und Stellvertretender Volkskommissar für Verteidigung.

## Leben
Kulik entstammte einer Bauernfamilie aus der Nähe von Poltawa in der Ukraine. Im Ersten Weltkrieg diente er in der zaristischen Armee. 1917 schloss er sich den Bolschewiki an und trat 1918 in die Rote Armee ein, in der er es während des Bürgerkriegs zum Kommandeur der Artillerie brachte.
1926 wurde Kulik Chef des Hauptdirektorats der Artillerie der Roten Armee und blieb bis 1941 Kommandeur der sowjetischen Artillerie. Der loyale Stalinanhänger war ein entschiedener Gegner der radikalen Reformen, die von Michail Tuchatschewski in den 1930er Jahren vorgeschlagen wurden. Dieser Umstand führte dazu, dass er Stalins Säuberung der Roten Armee 1937/38 überlebte und 1939 zum Stellvertretenden Volkskommissar für Verteidigung aufstieg. Trotzdem führte er die sowjetische Artillerie in der Besetzung Polens im September 1939 und zu Beginn des Winterkriegs gegen Finnland im November 1939. Im Mai 1940 wurde Kulik zum Marschall der Sowjetunion ernannt, obwohl er weithin als inkompetent bzw. als reiner Theoretiker angesehen wurde.
Kulik trat den Reformern unter Semjon Timoschenko entgegen, die sich für die Mechanisierung und Motorisierung der Roten Armee einsetzten und wandte sich gegen den Einsatz von Minenfeldern als Defensivmaßnahme, da er Minen für „eine Waffe des Schwachen“ hielt. Sein Widerstand gegen Reformen hatte ernsthafte Konsequenzen für die Einsatzbereitschaft und Kampfkraft der Roten Armee im Deutsch-Sowjetischen Krieg. Kulik unterschätzte ebenso die Rolle automatischer Waffen – insbesondere von Maschinenpistolen, die er als „reine Polizeiwaffe“ bezeichnete. Stattdessen trat er für das Pferd und das Gewehr als Grundlage der Ausrüstung der Roten Armee ein. Selbst in Artilleriefragen machte sich sein schädlicher Einfluss bemerkbar, in dem er „hübsche“ Kanonen forderte und die Entwicklung neuer Geschütze behinderte.
Beim deutschen Überfall auf die Sowjetunion am 22. Juni 1941 übernahm Kulik das Kommando über die 54. Armee der Leningrader Front. Seine Unfähigkeit trug mit zu den schweren sowjetischen Niederlagen bei, welche die bis 1944 andauernde Einschließung Leningrads durch die Wehrmacht ermöglichten. Im März 1942 wurde er vor ein Kriegsgericht gestellt und zum Generalmajor degradiert, aus dem Zentralkomitee der Kommunistischen Partei ausgeschlossen und seines Postens als stellvertretender Volkskommissar für Verteidigung enthoben, zudem wurden ihm seine Auszeichnungen (darunter auch der Goldene Stern des Helden der Sowjetunion) aberkannt. Seine enge Verbindung zu Stalin mag Kulik vor einer möglichen Erschießung bewahrt haben, wie sie von vielen anderen sowjetischen Generälen erwartet worden war. Im April 1943 erhielt er das Kommando über die 4. Gardearmee. Von 1944 bis 1945 war er Stellvertretender Leiter der Mobilmachungsabteilung und dann Kommandeur des Militärbezirks Wolga.
Bei den neuerlichen „Säuberungen“ nach Kriegsende wurde Kulik seines Postens enthoben und schließlich verhaftet. Bis zu seiner Verurteilung 1950 blieb er in Haft, wurde am 23. August 1950 zum Tode verurteilt und am 24. August zusammen mit Generaloberst W. N. Gordow hingerichtet. In der Tauwetter-Periode unter Nikita Chruschtschow erfolgte 1956 seine postume Rehabilitierung und Wiedereinsetzung in den Rang als Marschall der Sowjetunion.